# Puresa òptica
La puresa òptica és la relació entre la rotació òptica d'una mostra que conté dos enatiòmers i la rotació òptica d'un d'ells. La fórmula és:
{\displaystyle Puresa\;{\grave {o}}ptica={\frac {\left[\alpha \right]_{\lambda }^{t}(mescla)}{\left[\alpha \right]_{\lambda }^{t}(subst{\grave {a}}ncia\;pura)}}}
on {\displaystyle \left[\alpha \right]_{\lambda }^{t}} és la rotació específica, l'angle {\displaystyle \alpha } que gira el pla de la llum polaritzada en travessar una substància a una determinada temperatura {\displaystyle t} i per a una determinada longitud d'ona {\displaystyle \lambda }. Sovint s'expressa en percentatge:⁣
{\displaystyle \%\,p.o.={\frac {\left[\alpha \right]_{\lambda }^{t}(mescla)}{\left[\alpha \right]_{\lambda }^{t}(subst{\grave {a}}ncia\;pura)}}\cdot 100}